# АФАС (стадіон)
АФАС (нід. AFAS Stadion) — футбольний стадіон у голландському місті Алкмар. Домашній стадіон місцевого клубу АЗ. Вміщує 19 500 глядачів. Ім'я отримав від спонсора, компанії AFAS, яка займається програмним забезпеченням.

## Історія
Стадіон офіційно відкритий 4 серпня 2006 року товариським матчем проти лондонського «Арсеналу». АЗ програв з рахунком 3:0, а Жилберту Сілва став автором першого голу на стадіоні. Першу гру в Ередивізі проти «НАК Бреда» АЗ виграв з рахунком 8:1, а німецький півзахисник Сімон Ціоммер зробив хет-трик.
Стадіон АФАС замінює колишню арену клубу, Алкмардергаут. Головна трибуна має назву «Вікторі Трібюне» (нід. Victorie Tribune), трибуна з фанатською підтримкою — «Ван дер Бен Трібюне» (нід. Van der Ben Tribune) або «Бен Сіде» (нід. Ben-Side), трибуна за іншими воротами — «Алкмардергауттрібюне» (нід. Alkmaarderhouttribune) на честь колишнього стадіону, а трибуна навпроти головної — «Моленар Трібюне» (нід. Molenaar Tribune) на честь засновників АЗ. Офіційна назва — АФАС, але деякі прихильники називають його «Вікторі Стадіон» (нід. Victorie Stadion), назва, яка натякає на переломну перемогу над іспанськими військами, які облягали Алкмар під час вісімдесятирічної війни.
З метою подальшого збільшення бюджету клубу Рада АЗ початково ухвалила рішення збільшити місткість стадіону до 30 000 глядачів. Це мало бути досягнуто шляхом додавання другого ярусу до 3 із 4 трибун, залишивши Вікторі Трібюн без змін. Будівництво мало розпочатися у другій половині 2010 року, але воно так і не розпочалося, оскільки головний спонсор клубу та один із головних фінансових вкладників у проєкт, DSB Bank, збанкрутував незадовго до початку робіт. Тому місткість залишилася на рівні 17 023.
10 серпня 2019 року на стадіоні частково обвалився дах, який впав на трибуну Моленар. Під час події ніхто не постраждав. У результаті АЗ решту 2019 року проводив домашні матчі на Карс Джинс Стадіон у Гаазі.
У сезоні 2020—21 років стадіон було реконструйовано. Було встановлено новий дах з більшою поверхнею, а місткість була збільшена до приблизно 19 500 глядачів.

## Галерея

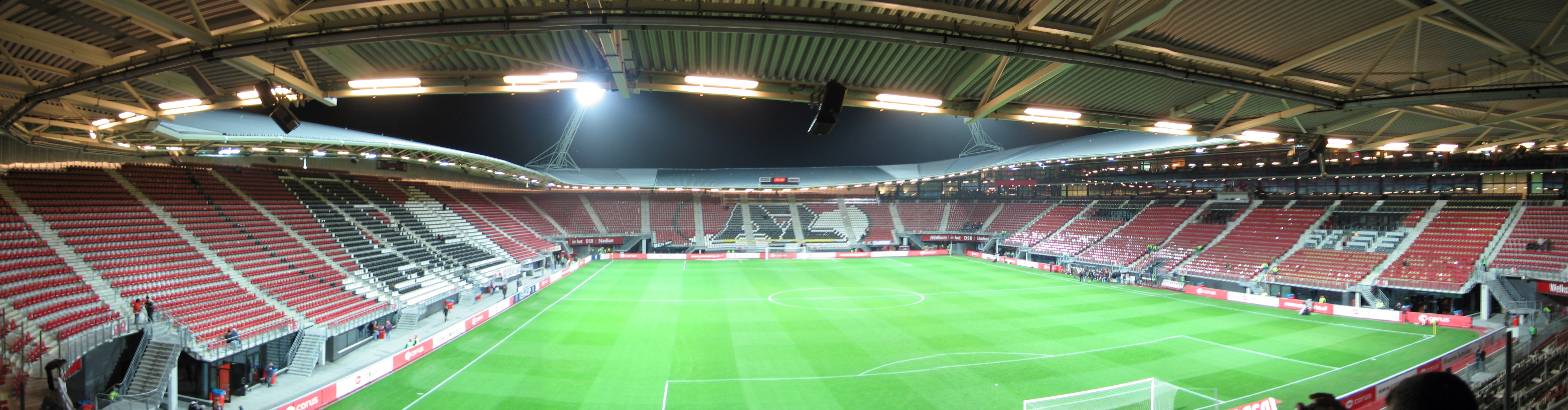
Всередині стадіону
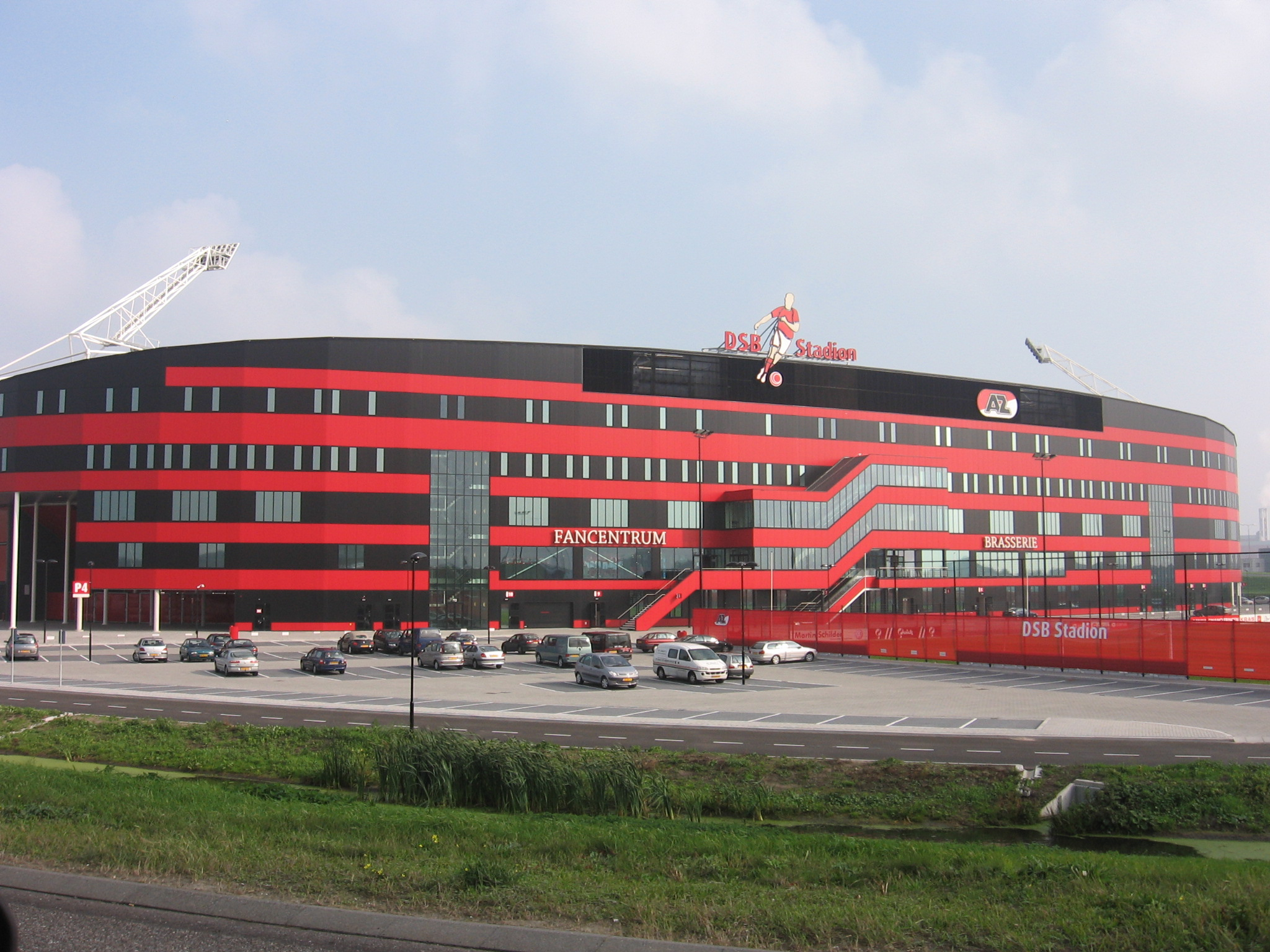
Стадіон у 2006 році
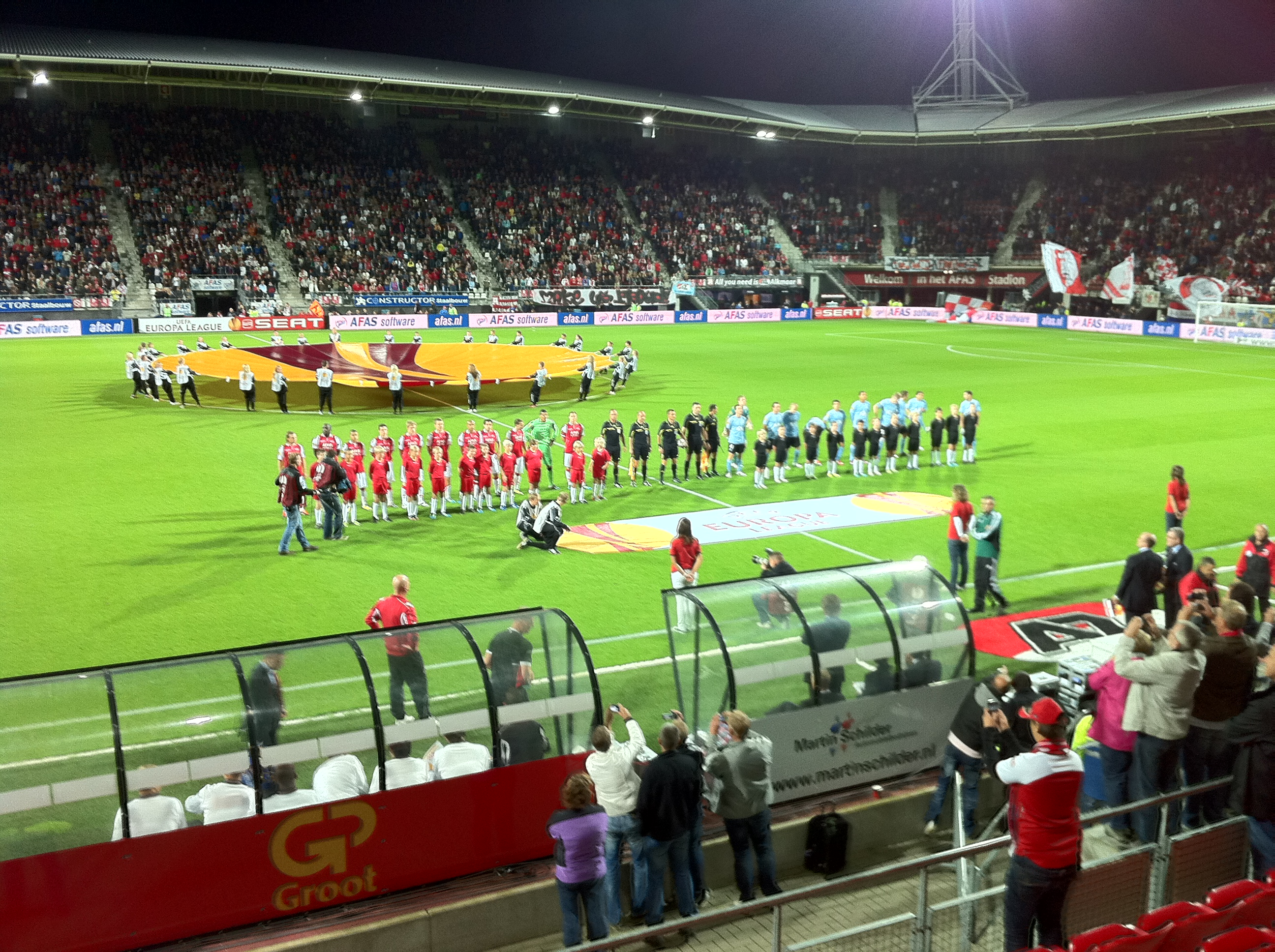
Перед матчем Ліги Європи, 2011 рік